# Cyrtodactylus intermedius
Cyrtodactylus intermedius är en ödleart som beskrevs av Smith 1917. Cyrtodactylus intermedius ingår i släktet Cyrtodactylus och familjen geckoödlor. Inga underarter finns listade i Catalogue of Life.